# Bundesautobahn 86
Bundesautobahn 86 (Abkürzung: BAB 86) – Kurzform: Autobahn 86 (Abkürzung: A 86) – war der Projektname einer geplanten Autobahn von Breisach über Freiburg im Breisgau – Titisee – Donaueschingen – Tuttlingen – Riedlingen – Ehingen (Donau) – Ulm nach Langenau. Die Teilstrecke Freiburg im Breisgau – Donaueschingen wurde, ebenso wie die BAB 84, als Schwarzwaldautobahn bezeichnet, daneben auch als Hochschwarzwald-Autobahn. Von der geplanten Strecke wurde lediglich ein kleines Teilstück realisiert, nämlich die A 864 zwischen Donaueschingen und dem Dreieck Bad Dürrheim, das heute als Zubringer zur A 81 dient.

## Planungsgeschichte
Bereits während der Weimarer Republik war die Strecke Freiburg im Breisgau – Donaueschingen in der 2. Ausbaustufe des sogenannten „Spitzennetzes“ vorgesehen; eine Fortführung nach Ulm war dagegen nicht enthalten. In den Netzplänen der Nationalsozialisten fand sich die Planung einer Reichsautobahn weder für die Strecke Freiburg – Donaueschingen, noch für den östlichen Abschnitt nach Ulm.
Der Ausbauplan für die Bundesfernstraßen des Gesetzes vom 27. Juli 1957 sah zwar den Bau einer Bundesautobahn zwischen Breisach, Freiburg, Donaueschingen und Ulm noch nicht vor. Doch wurde die B 31 Breisach – Freiburg – Donaueschingen ebenso in das Blaue Netz der auszubauenden Bundesstraßen aufgenommen wie die B 19 zwischen Ulm und Aalen.
Der Bedarfsplan des Gesetzes über den Ausbau der Bundesfernstraßen in den Jahren 1971 bis 1985 vom 30. Juni 1971 enthielt nun den Neubau einer intern als „A 84“ bezeichneten Autobahn von Breisach (Bundesgrenze D/F) über Gundelfingen, Donaueschingen nach Tuttlingen. Hier sollte die A 84 in die vierstreifig zu errichtende B 311n Tuningen – Tuttlingen – Meßkirch – Riedlingen – Ehingen – Ulm einmünden. Schließlich war von Ulm bis Langenau der vierstreifige Neubau der B 19 ins Auge gefasst. Demnach waren folgende Teilprojekte vorgesehen:
| Kurzbezeichnung | Abschnitt | Ausbau       | Stand     | Bemerkung                                                                       |
| --------------- | --- | ------------ | --------- | ------------------------------------------------------------------------------- |
| A 84            | Bundesgrenze D/F bei Breisach – südlich Bötzingen (Dreieck mit der B 31n) – nördlich Freiburg (Kreuz mit der A 5) – Gundelfingen (Kreuz mit der B 294) – nördlich Kirchzarten (Dreieck mit der B 31n) | vierstreifig | Stufe II  |                                                                                 |
| A 84            | nördlich Kirchzarten (Dreieck mit der B 31n) – Donaueschingen (Kreuz mit B 27) – Kreuz Bad Dürrheim (heute Dreieck Bad Dürrheim mit der A 81)                                                         | vierstreifig | Stufe I   |                                                                                 |
| A 84            | Kreuz Bad Dürrheim (heute Dreieck Bad Dürrheim mit der A 81) – Tuttlingen (Dreieck mit der B 311/B 311n)                                                                                              | vierstreifig | Stufe III |                                                                                 |
| B 311/B 311n    | Tuttlingen (Dreieck mit der B 311/A 84) – Ulm | vierstreifig | Stufe III | mit Kreuzen der B 32/B 32n bei Mengen und der B 312/B 312n ebenfalls bei Mengen |
| B 19            | Ulm – Langenau | vierstreifig | stufe I   | mit Kreuz der A 8 nördlich Ulm und Dreieck zur A 7 bei Langenau                 |

Mit der Neustrukturierung des Netzes der Bundesautobahnen, die mit Wirkung ab 1. Januar 1975 eingeführt wurde, wurde der Streckenzug unter der einheitlichen Bezeichnung als „Bundesautobahn 86“ zusammengefasst.
In der Netzkarte der Bundesregierung vom 1. Januar 1976 war die A 86 noch unverändert enthalten.
Aber bereits der Bedarfsplan des Gesetzes zur Änderung des Gesetzes über den Ausbau der Bundesfernstraßen in den Jahren 1971 bis 1985 vom 5. August 1976 wies erste Änderungen aus. Demnach war zwar eine Nordumfahrung von Freiburg weiterhin geplant. Diese sollte jedoch westlich Kirchzarten in die auszubauende B 31 münden und nicht mehr nördlich unmittelbar nach Donaueschingen führen. Östlich Kirchzarten sollte die A 86 dann wieder von der B 31 abzweigen und auf der bisher vorgesehenen Trasse nach Donaueschingen verlaufen. Zudem wurde die Dringlichkeit einzelner Abschnitte abgestuft. Es ergab sich folgendes Bild:
| Abschnitt                                       | Ausbau       | Stand                                                                                   |
| ----------------------------------------------- | ------------ | --------------------------------------------------------------------------------------- |
| Breisach – Kreuz Freiburg-Nord (A 5)            |              | möglicher weiterer Bedarf                                                               |
| Kreuz Freiburg-Nord (A 5) – Gundelfingen        |              | 1. Fahrbahn als B 294 bereits fertiggestellt, 2. Fahrbahn als möglicher weiterer Bedarf |
| Gundelfingen – westlich Kirchzarten (B 31)      |              | 1. Fahrbahn in Dringlichkeitsstufe Ib, 2. Fahrbahn möglicher weiterer Bedarf            |
| OU Kirchzarten (B 31)                           | vierstreifig | Stufe Ia                                                                                |
| östlich Kirchzarten – nördlich Titisee-Neustadt |              | möglicher weiterer Bedarf                                                               |
| nördlich Titisee-Neustadt – Donaueschingen      |              | Stufe Ib                                                                                |
| Donaueschingen – Kreuz Bad Dürrheim (A 81)      |              | laufendes Vorhaben                                                                      |
| Kreuz Bad Dürrheim (A 81) – Talheim             |              | möglicher weiterer Bedarf                                                               |
| Talheim – Tuttlingen                            |              | 1. Fahrbahn in Dringlichkeitsstufe Ib, 2. Fahrbahn als möglicher weiterer Bedarf        |
| Tuttlingen – Ulm                                |              | möglicher weiterer Bedarf                                                               |
| Ulm – Langenau                                  |              | 1. Fahrbahn in Dringlichkeitsstufe Ib, 2. Fahrbahn als möglicher weiterer Bedarf        |

Die Ausführung der Nordumfahrung Freiburgs wurde 1979 zugunsten der B 31 Ost inklusive eines Freiburger Stadttunnels verworfen.
Mit dem Zweiten Gesetz zur Änderung des Gesetzes über den Ausbau der Bundesfernstraßen in den Jahren 1971 bis 1985 vom 25. August 1980 kam das Aus für die A 86. Die Planungen beschränkten sich auf den Aus- und abschnittsweisen Neubau der B 31 und der B 311:
| Kurzbezeichnung | Abschnitt                                                                     | Ausbau       | Stand                                                                                                  |
| --------------- | ----------------------------------------------------------------------------- | ------------ | --- |
| B 31a           | Breisach – AS Freiburg-Mitte                                                  | zweistreifig | Stufe I                                                                                                |
| B 31            |                                                                               | vierspurig   | Stufe I                                                                                                |
| B 31            | OU Kirchzarten                                                                | zweistreifig | laufendes Vorhaben                                                                                     |
| B 31            | OU Titisee-Neustadt, OT Neustadt                                              | zweistreifig | laufendes Vorhaben                                                                                     |
| B 31            | Verlegung östlich Löffingen                                                   | zweistreifig | Stufe I                                                                                                |
| B 311           | OU Tuttlingen                                                                 | zweistreifig | Stufe II                                                                                               |
| B 311           | Verlegung bei Neuhausen ob Eck-Worndorf                                       | zweistreifig | Stufe I                                                                                                |
| B 311           | OU Meßkirch                                                                   | zweistreifig | westlicher Abschnitt bis B 313 in Dringlichkeitsstufe I, östlicher Abschnitt in Dringlichkeitsstufe II |
| B 311           | Verlegung Krauchenwies – Mengen                                               | zweistreifig | Stufe I                                                                                                |
| B 311           | OU Herbertingen                                                               | zweistreifig | Stufe I                                                                                                |
| B 311           | Verlegung bei Unlingen                                                        | zweistreifig | Stufe I                                                                                                |
| B 311           | Anschluss an die B 30 durch Neubau der Strecke Oberdischingen – Dellmensingen |              | |

Das Dritte Gesetz zur Änderung des Gesetzes über den Ausbau der Bundesfernstraßen vom 21. April 1986 führte zu keiner Wiederaufnahme der A 86 in den Bedarfsplan. Vorgesehen war weiterhin der Aus- und Neubau der Bundesstraßen 31 und 311:
| Kurzbezeichnung | Abschnitt                                                                     | Ausbau        | Stand                                                                     |
| --------------- | ----------------------------------------------------------------------------- | ------------- | ------------------------------------------------------------------------- |
| B 31a           | Breisach – AS Freiburg-Mitte                                                  | zweistreifig  | laufendes Vorhaben                                                        |
| B 31            |                                                                               | vierspurig    | Stufe I                                                                   |
| B 31            | OU Kirchzarten                                                                | vierspurig    | 1. Fahrbahn als laufendes Vorhaben, 2. Fahrbahn in Dringlichkeitsstufe II |
| B 31            | Verlegung östlich Löffingen                                                   | vierspurig    | 1. Fahrbahn als laufendes Vorhaben                                        |
| B 31            | östlich Kirchzarten – Hüfingen (B 27)                                         | 2. Fahrbahn   | Stufe II                                                                  |
| B 311           | OU Tuttlingen                                                                 | zweistreifig  | Stufe I                                                                   |
| B 311           | Verlegung bei Neuhausen ob Eck                                                | zweistreifig  | Stufe II                                                                  |
| B 311           | OU Meßkirch                                                                   | zweistreifig, | Stufe I                                                                   |
| B 311           | Verlegung Krauchenwies – Mengen                                               | zweistreifig  | Stufe I                                                                   |
| B 311           | OU Herbertingen                                                               | zweistreifig  | Stufe I                                                                   |
| B 311           | Verlegung bei Unlingen                                                        | zweistreifig  | Stufe II                                                                  |
| B 311           | Anschluss an die B 30 durch Neubau der Strecke Oberdischingen – Dellmensingen | zweistreifig  | Stufe II                                                                  |

Im Bedarfsplan des Vierten Gesetzes zur Änderung des Fernstraßenausbaugesetzes vom 15. November 1993 war die A 86 weiterhin nicht enthalten. Der Aus- und Neubau der Bundesstraßen 31 und 311 hatte folgende Projekte zum Gegenstand:
| Kurzbezeichnung                             | Abschnitt                               | Ausbau | Stand                                                          |
| ------------------------------------------- | --------------------------------------- | --- | -------------------------------------------------------------- |
| B 31a                                       | Breisach – AS Freiburg-Mitte            | zweistreifig | laufendes Vorhaben                                             |
| B 31                                        | Freiburg-Zentrum – westlich Kirchzarten | vierspurig | laufendes Vorhaben, im Zentrum von Freiburg im weiteren Bedarf |
| B 31                                        | OU Kirchzarten                          | 2. Fahrbahn | weiterer Bedarf                                                |
| B 31: östlich Kirchzarten – Hüfingen (B 27) | 2. Fahrbahn weiterer Bedarf             | im Bereich OU Titisee-Neustadt, OT Titisee, sowie im Bereich der OU Bräunlingen-Döggingen zweite Fahrbahn im vordringlichen Bedarf |                                                                |
| B 311                                       | OU Meßkirch                             | zweistreifig | umgesetzt                                                      |
| B 311                                       | OU Menningen \|zweistreifig             | vordringlicher Bedarf |                                                                |
| B 311                                       | OU Krauchenwies-Göggingen               | zweistreifig | weiterer Bedarf                                                |
| B 311                                       | Verlegung Krauchenwies-Ablach – Mengen  | zweistreifig | vordringlicher Bedarf                                          |
| B 311                                       | OU Herbertingen                         | zweistreifig | umgesetzt                                                      |
| B 311                                       | Verlegung bei Unlingen                  | zweistreifig | umgesetzt                                                      |
| B 311                                       | OU Obermarchtal                         | zweistreifig | vordringlicher Bedarf                                          |
| B 311                                       | OU Ehingen-Deppenhausen                 | zweistreifig | vordringlicher Bedarf                                          |
| B 311                                       | OU Ehingen                              | 2. Fahrbahn | vordringlicher Bedarf                                          |
| B 311                                       | östlich Ehingen – Oberdischingen        | 2. Fahrbahn | weiterer Bedarf                                                |
| B 311                                       | Anschluss an die B 30                   | | Neubau der Strecke                                             |
| Oberdischingen – Dellmensingen              | zweistreifig                            | vordringlicher Bedarf |                                                                |

Der Bedarfsplan des Fünften Gesetzes zur Änderung des Fernstraßenausbaugesetzes vom 4. Oktober 2004 brachte im Hinblick auf die A 86 keine Neuaufnahme. Weiterhin war der Aus- und Neubau der Bundesstraßen 31 und 311 vorgenommen:
| Kurzbezeichnung | Abschnitt                                                                     | Ausbau       | Stand                                                                                  |
| --------------- | ----------------------------------------------------------------------------- | ------------ | -------------------------------------------------------------------------------------- |
| B 31a           | Breisach – Gottenheim                                                         | zweistreifig | weiterer Bedarf mit Planungsrecht                                                      |
| B 31a           | Gottenheim – AS Freiburg-Mitte                                                | zweistreifig | vordringlicher Bedarf                                                                  |
| B 31            | Ausbau in Freiburg                                                            | vierstreifig | 1. Fahrbahn im vordringlichen Bedarf, 2. Fahrbahn im weiteren Bedarf mit Planungsrecht |
| B 31            | Freiburg – westlich Kirchzarten                                               | vierstreifig | laufendes Vorhaben                                                                     |
| B 31            | OU Kirchzarten                                                                | vierstreifig | 1. Fahrbahn als laufendes Vorhaben, 2. Fahrbahn als weiterer Bedarf                    |
| B 31            | OU Buchenbach                                                                 | vierstreifig | weiterer Bedarf mit Planungsrecht                                                      |
| B 31            | OU Buchenbach-Falkensteig                                                     | vierstreifig | weiterer Bedarf                                                                        |
| B 31            | OU Hinterzarten                                                               | vierstreifig | weiterer Bedarf                                                                        |
| B 31            | östlich Hinterzarten – Löffingen-Unadingen                                    | 2. Fahrbahn  | weiterer Bedarf                                                                        |
| B 31            | OU Döggingen                                                                  | vierstreifig | laufendes Vorhaben                                                                     |
| B 31            | östlich Döggingen – Hüfingen                                                  | 2. Fahrbahn  | weiterer Bedarf                                                                        |
| B 311           | OU Herbertingen                                                               | zweistreifig | umgesetzt                                                                              |
| B 311           | Verlegung bei Riedlingen                                                      | zweistreifig | weiterer Bedarf mit Planungsrecht                                                      |
| B 311           | Verlegung bei Unlingen                                                        | zweistreifig | vordringlicher Bedarf                                                                  |
| B 311           | OU Obermarchtal                                                               | zweistreifig | weiterer Bedarf                                                                        |
| B 311           | OU Deppenhausen                                                               | zweistreifig | weiterer Bedarf                                                                        |
| B 311           | OU Ehingen                                                                    | 2. Fahrbahn  | weiterer Bedarf                                                                        |
| B 311           | östlich Ehingen – Oberdischingen                                              | 2. Fahrbahn  | weiterer Bedarf                                                                        |
| B 311           | Anschluss an die B 30 durch Neubau der Strecke Oberdischingen – Dellmensingen | zweistreifig | vordringlicher Bedarf                                                                  |